# Tribunale della funzione pubblica dell'Unione europea
Il Tribunale della funzione pubblica, creato nel 2004, era uno dei tre organi giurisdizionali - insieme alla Corte di giustizia dell'Unione europea e al Tribunale dell'Unione europea - che compongono il sistema giurisdizionale dell'Unione europea. Era un tribunale specializzato competente a conoscere in primo grado alcune categorie di ricorsi in materie specifiche determinate dal proprio Statuto. Ha cessato le sue attività il 1º settembre 2016.

## Storia
La facoltà di creare tribunali specializzati (in precedenza, "camere giurisdizionali") era stata istituita con il Trattato di Nizza, il quale, a seguito della modifica dell'art. 225A del TCE, aveva previsto che il Consiglio dell'Unione europea, su proposta della Commissione europea, o della Corte di giustizia dell'Unione europea, potesse deliberare con propria decisione sulla creazione di un'apposita sezione specializzata, stabilendo la composizione, e la portata delle competenze di cognizione. Al fine di alleggerire il carico di lavoro del Tribunale di primo grado, il Consiglio dell'Unione europea aveva deciso di creare il Tribunale della funzione pubblica, competente a decidere le controversie tra l'Unione europea e i propri dipendenti.

## Composizione e struttura
Il Tribunale della funzione pubblica era composto di sette giudici designati dal Consiglio, per un periodo rinnovabile di sei anni. I giudici del Tribunale designavano tra loro il proprio presidente, per un periodo rinnovabile di tre anni. Il Tribunale si riuniva normalmente in sezioni composte di tre giudici. Tuttavia, una causa poteva essere rinviata dinanzi al Tribunale riunito in seduta plenaria, qualora ciò fosse giustificato dalla difficoltà o dall'importanza delle questioni di diritto.

## Competenze e procedura
Il Tribunale decideva le controversie in materia di pubblico impiego dell'Unione europea, competenza che è stata precedentemente esercitata dalla Corte di giustizia e in seguito, dal 1989, dal Tribunale di primo grado (oggi, Tribunale dell'Unione europea). Esso non poteva pronunciarsi sulle controversie tra le amministrazioni nazionali e i loro dipendenti.
Le decisioni emanate dal Tribunale potevano essere oggetto, entro un termine di due mesi, di un'impugnazione dinanzi al Tribunale di primo grado limitata alle questioni di diritto. In casi eccezionali, quando ricorra un grave rischio per l'unità o la coerenza del diritto dell'Unione europea, poi, la decisione del Tribunale di primo grado poteva essere oggetto di riesame da parte della Corte di giustizia. In linea di principio, il procedimento consta di una fase scritta e di una fase orale, durante la quale ha di regola luogo un'udienza pubblica. In qualsiasi fase del procedimento il Tribunale poteva tentare di agevolare una composizione amichevole delle controversie.

## Altri organi giurisdizionali dell'Unione europea
Gli altri organi giurisdizionali dell'Unione europea sono la Corte di giustizia dell'Unione europea e il Tribunale dell'Unione europea.